# Downton Abbey
Downton Abbey è una serie televisiva britannica ideata e principalmente scritta da Julian Fellowes, coprodotta da Carnival Film & Television Limited e WGBH-TV per l'emittente britannica ITV e per la PBS. La serie è ambientata fra il 1912 e il 1926, durante il regno di re Giorgio V, nella tenuta fittizia di Downton Abbey nello Yorkshire.
La serie è stata accolta positivamente tanto dal pubblico quanto dalla critica e gli ascolti sono stati molto alti, rispetto a quelli normalmente ottenuti da analoghe serie, raccogliendo diversi premi e nomination. È diventata successivamente la serie drammatica britannica in costume di maggior successo dopo il serial Ritorno a Brideshead del 1981, e nel 2011 è entrata nel Guinness dei primati come show dell'anno più acclamato dalla critica, diventando la prima serie britannica a vincere tale riconoscimento. A luglio 2012, in seguito alle nuove nomination agli Emmy Awards, la serie è diventata lo show non americano più candidato nella storia del premio e, con la terza stagione, uno dei più diffusi in tutto il mondo. Nel 2013 è stato classificato al quarantatreesimo posto tra le serie televisive meglio scritte di sempre dalla Writers Guild of America.

## Trama
Ambientata nella fittizia Downton Abbey, tenuta di campagna nello Yorkshire del Conte e della Contessa di Grantham, la serie segue le vite dell'aristocratica famiglia Crawley e dei loro servitori a partire dal 15 aprile 1912, data dell'affondamento del Titanic. Alla notizia della tragedia, la famiglia Crawley è sconvolta nell'apprendere che il cugino del conte, James Crawley, e suo figlio Patrick, erede della loro proprietà, nonché della cospicua dote della contessa Cora, sono deceduti nel naufragio. Il nuovo erede è ora il giovane Matthew, cugino di terzo grado della famiglia e avvocato a Manchester. I Crawley, soprattutto la contessa madre Violet, inorridiscono al pensiero che a una persona "che lavora" – senza la minima intenzione di adattarsi alla vita aristocratica da loro condotta – spettino tutti i loro averi.
Sullo sfondo s'intrecciano le vicende della vita dei numerosi domestici.

## Episodi
| Stagione         | Episodi   | Prima TV UK | Prima TV Italia |
| ---------------- | --------- | ----------- | --------------- |
| Prima stagione   | 7         | 2010        | 2011-2012       |
| Seconda stagione | 8Speciale | 2011        | 2012            |
| Terza stagione   | 8Speciale | 2012        | 2013-2014       |
| Quarta stagione  | 8Speciale | 2013        | 2014-2015       |
| Quinta stagione  | 8Speciale | 2014        | 2015            |
| Sesta stagione   | 8Speciale | 2015        | 2016            |

## Personaggi e interpreti
- Robert Crawley, Conte di Grantham (stagioni 1-6), interpretato da Hugh Bonneville, doppiato da Luca Biagini.
- Cora Crawley nata Levinson, Contessa di Grantham (stagioni 1-6), interpretata da Elizabeth McGovern, doppiata da Anna Cesareni.
- Lady Mary Talbot nata Crawley (stagioni 1-6), interpretata da Michelle Dockery, doppiata da Benedetta Degli Innocenti.
- Matthew Crawley (stagioni 1-3), interpretato da Dan Stevens, doppiato da Alessio Cigliano.
- Lady Edith Pelham nata Crawley (stagioni 1-6), interpretata da Laura Carmichael, doppiata da Paola Majano.
- Lady Sybil Branson nata Crawley (stagioni 1-3), interpretata da Jessica Brown-Findlay, doppiata da Letizia Scifoni.
- Tom Branson (ricorrente stagioni 1-2; stagioni 3-6), interpretato da Allen Leech, doppiato da Stefano Crescentini (stagioni 1-2) e Luca Mannocci (stagioni 2-6).
- Violet Crawley, Contessa Madre di Grantham (stagioni 1-6), interpretata da Maggie Smith, doppiata da Paola Mannoni.
- Isobel Crawley nata Turnbull (stagioni 1-6), interpretata da Penelope Wilton, doppiata da Lorenza Biella.
- Charles "Charlie" Carson (stagioni 1-6), interpretato da Jim Carter, doppiato da Paolo Marchese.
- Elsie Carson nata Hughes (stagioni 1-6), interpretata da Phyllis Logan, doppiata da Antonella Giannini.
- Anna Bates nata Smith (stagioni 1-6), interpretata da Joanne Froggatt, doppiata da Francesca Manicone.
- John Bates (stagioni 1-6), interpretato da Brendan Coyle, doppiato da Massimo Rossi.
- Joseph Molesley (ricorrente stagioni 1-2; stagioni 3-6), interpretato da Kevin Doyle, doppiato da Gianni Bersanetti.
- Phyllis Baxter (ricorrente stagione 4; stagioni 5-6), interpretata da Raquel Cassidy, doppiata da Laura Romano.
- Thomas Barrow (stagioni 1-6), interpretato da Rob James-Collier, doppiato da Alessandro Quarta (stagione 1) e Riccardo Rossi (stagioni 2-6).
- Beryl Patmore (stagioni 1-6), interpretata da Lesley Nicol, doppiata da Aurora Cancian.
- Daisy Mason nata Robinson (stagioni 1-6), interpretata da Sophie McShera, doppiata da Emanuela Damasio.
- Lady Rose Aldridge nata MacClare (ricorrente stagione 3; stagioni 4-5, guest star stagione 6), interpretata da Lily James, doppiata da Gaia Bolognesi.
- Sarah O'Brien (stagioni 1-3; stand-in stagione 4), interpretata da Siobhan Finneran, doppiata da Anita Bartolucci.
- William Mason (stagioni 1-2), interpretato da Thomas Howes, doppiato da Davide Albano.
- Gwen Harding nata Dawson (stagione 1; guest star stagione 6), interpretata da Rose Leslie, doppiata da Benedetta Ponticelli.
- Ethel Parks (stagioni 2-3), interpretata da Amy Nuttall, doppiata da Angela Brusa.
- Alfred Nugent (stagioni 3-4), interpretato da Matt Milne, doppiato da Emiliano Coltorti.
- Ivy Stuart (ricorrente stagione 3; stagione 4), interpretata da Cara Theobold, doppiata da Chiara Gioncardi.
- James "Jimmy" Kent (stagioni 3-5), interpretato da Ed Speleers, doppiato da Gabriele Sabatini.
- Dott. Richard Clarkson (ricorrente stagioni 1-3; stagioni 4-6), interpretato da David Robb, doppiato da Dario Penne.
- Anthony "Tony" Foyle, Lord Gillingham (ricorrente stagione 4; stagione 5), interpretato da Tom Cullen, doppiato da Pino Insegno.
- Charles Blake (ricorrente stagione 4; stagione 5), interpretato da Julian Ovenden, doppiato da Andrea Lavagnino.
- Henry Talbot (guest star stagione 5; stagione 6), interpretato da Matthew Goode, doppiato da Vittorio Guerrieri.
- Herbert "Bertie" Pelham (guest star stagione 5; stagione 6) interpretato da Harry Hadden-Paton, doppiato da Alessandro Budroni.
- Andrew "Andy" Parker (ricorrente stagione 5; stagione 6), interpretato da Michael C. Fox, doppiato da Paolo Vivio.

## Produzione

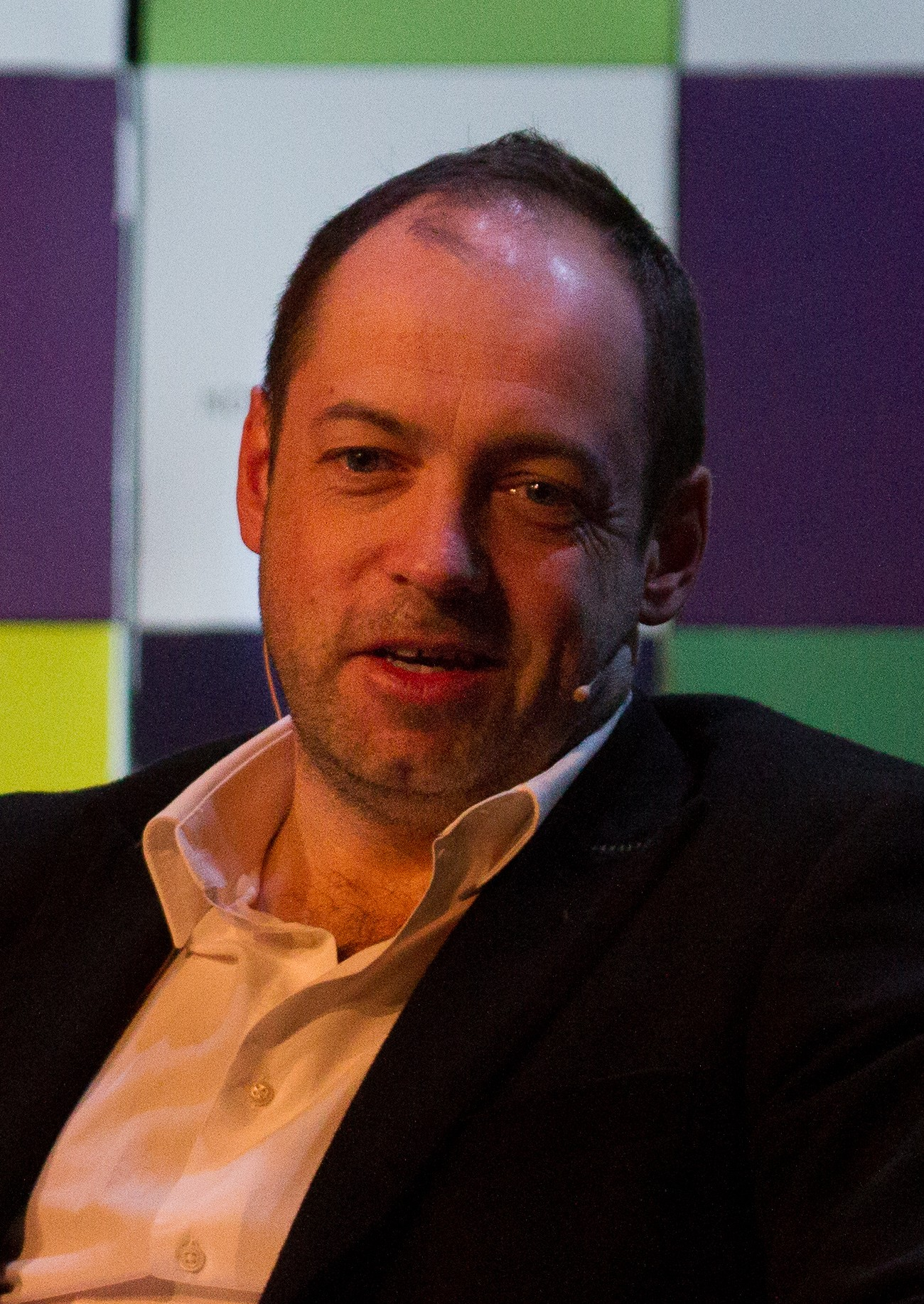
Il produttore esecutivo della serie, Gareth Neame

Inizialmente, il produttore esecutivo Gareth Neame pensava di adattare in una serie televisiva il fortunato romanzo di Julian Fellowes Snob, ma, dopo diverse discussioni, Neame e Fellowes decisero di creare una serie completamente nuova, ambientata nell'età edoardiana. La prima stagione è commissionata nell'agosto 2009: la pre-produzione comincia in autunno e le riprese a marzo 2010.
La prima stagione è trasmessa nel Regno Unito dal canale britannico ITV1 dal 26 settembre 2010 al 7 novembre 2010. A ottobre, grazie agli ottimi ascolti ottenuti, ITV rinnova la serie per una seconda stagione di otto episodi, le cui riprese cominciano a marzo 2011.
La seconda stagione è mandata in onda dal 18 settembre 2011 al 6 novembre 2011. All'anteprima della seconda stagione ad Highclere Castle, tenutasi il 29 luglio 2011, è annunciato che Julian Fellowes sta scrivendo la terza stagione, ambientata durante gli anni venti; la stagione è ufficialmente confermata il 3 novembre 2011 da ITV, mentre uno speciale di novanta minuti, che chiude la seconda stagione, è trasmesso a Natale 2011.
Nel frattempo, la prima stagione è trasmessa in Italia su Rete 4 a partire dall'11 dicembre 2011, mentre la seconda, inizialmente prevista alla fine di novembre 2012 sempre su Rete 4, è poi fatta slittare al 2 dicembre: il primo episodio è stato proiettato in anteprima al Roma Fiction Fest 2012.
Le riprese della terza stagione, formata sempre da otto episodi e uno speciale natalizio, cominciano a febbraio 2012; è poi trasmessa a partire dal 16 settembre al 4 novembre 2012. Nel numero di settembre del Telegraph, Julian Fellowes annuncia inoltre di stare lavorando a un prequel spin-off incentrato sulla corte tra Lord Grantham e Cora. Pianificato all'inizio come libro, l'idea è stata comprata da ITV per essere adattata per la televisione.
Il 23 novembre 2012 ITV conferma la produzione della quarta stagione, formata da otto episodi e uno speciale natalizio, in onda dal 22 settembre 2013; le riprese cominciano a Highclere Castle e agli Ealing Studios a febbraio 2013. La nuova stagione continua a raccontare la storia della famiglia Crawley e della servitù nei primi anni venti.
Il 10 novembre 2013 la serie è rinnovata per la quinta stagione ed il 6 novembre 2014 è confermata per una sesta stagione. Il 29 gennaio 2015 lo sceneggiatore Julian Fellowes annuncia che la sesta stagione sarà l'ultima e che sta lavorando a una nuova serie TV; la notizia è ufficialmente confermata dalla produzione il successivo 26 marzo. Gli ultimi episodi della serie iniziano a essere trasmessi il 20 settembre 2015 e terminano il 25 dicembre 2015.
Nel febbraio 2017 Julian Fellowes annuncia che sta lavorando alla sceneggiatura di un film su Downton Abbey, proiettato nei cinema inglesi ed americani rispettivamente il 13 e il 20 settembre 2019, mentre in Italia è uscito il 24 ottobre 2019.

### Casting
Il direttore del casting è Jill Trevellick.
Nella seconda stagione al cast si aggiungono Cal Macaninch, Iain Glen, Amy Nuttall, Zoe Boyle e Maria Doyle Kennedy, rispettivamente nei ruoli del valletto Lang, Sir Richard Carlisle, la domestica Ethel, Miss Lavinia Swire e Vera, moglie di John Bates.
L'attrice americana Shirley MacLaine appare nella terza stagione nel ruolo di Martha Levinson, madre di Cora, nel corso dei primi due episodi. Altri nuovi membri del cast sono Matt Milne nel ruolo di Alfred Nugent, nipote della signora O'Brien, Cara Theobald come la nuova sguattera di cucina Ivy Stuart, Lucille Sharp, che interpreta Miss Reed, la domestica personale della madre di Cora, ed Ed Speleers, confermato nel ruolo del cameriere Jimmy Kent.
A marzo 2012 la maggior parte del cast principale, tra cui Michelle Dockery, Elizabeth McGovern, Hugh Bonneville, Joanne Froggatt e Brendan Coyle, firma nuovi contratti che assicurano la loro partecipazione alla quarta e alla quinta stagione, nonostante non siano ancora state ufficialmente annunciate. Il 21 ottobre 2012 è annunciata l'assenza di Dan Stevens in altre stagioni della serie; la partecipazione di Maggie Smith, precedentemente messa in dubbio, è invece confermata a gennaio 2013.
A marzo 2013 sono annunciati i nuovi attori della quarta stagione: Tom Cullen nel ruolo di Lord Gillingham, Nigel Harman in quello del valletto Green e Harriet Walter come Lady Shackleton. Le guest star sono invece Kiri Te Kanawa nel ruolo della cantante Nellie Melba, Joanna David come Duchessa di Yeovil e Julian Ovenden come Charles Blake. Nello speciale natalizio è inoltre previsto il ritorno di Shirley MacLaine nel ruolo della madre di Cora. L'attrice Siobhan Finneran, interprete della signorina O'Brien, invece, lascia la serie.
A ottobre 2013, Michelle Dockery conferma che il cast principale ha firmato per la quinta stagione.

### Località

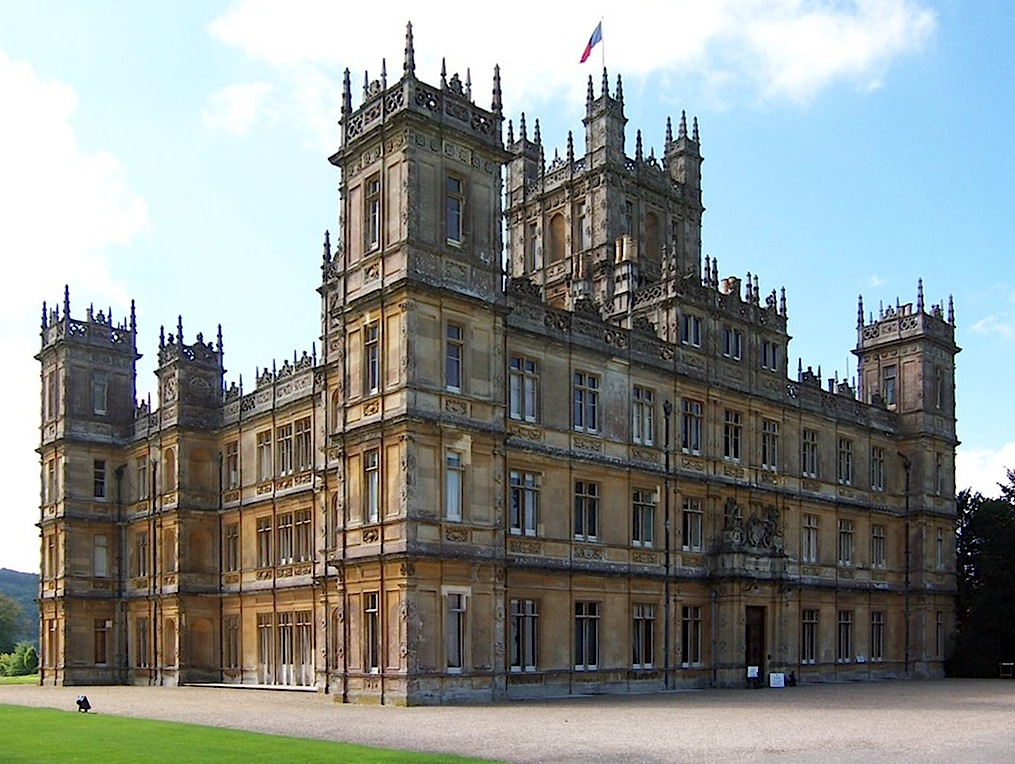
Highclere Castle, utilizzato per le riprese interne ed esterne di Downton Abbey

Highclere Castle, nell'Hampshire, è stato utilizzato per le riprese esterne di Downton Abbey, così come per la maggior parte delle riprese degli interni. Gli spazi riservati alle abitazioni dei servitori sono stati invece costruiti negli Ealing Studios a Londra, dove sono state girate le scene relative. La dimora in cui è ambientata la serie era proprietà di Lady Jean Margareth Herbert, contessa di Carnarvon, amica e fidata cortigiana della regina Elisabetta. Lady Jeanie e la sua antenata Almina avevano ispirato il personaggio di Lady Cora Crawley, a Highclere Castle.
Il villaggio di Bampton, nello Oxfordshire, è stato utilizzato per girare le scene all'aperto, in particolare la St. Mary's Church e la biblioteca del villaggio, che funge da ingresso all'ospedale. Le scene della guerra di trincea in Francia nel corso della prima guerra mondiale sono state girate nella Suffolk rurale vicino al villaggio di Akenham. Haxby Park, la tenuta che Sir Richard Carlisle intende comprare nella seconda stagione, è parte della Waddesdon Manor nel Buckinghamshire.
Le scene ambientate in Scozia dello speciale natalizio della terza stagione sono state girate all'Inveraray Castle, casa del duca di Argyll.
Le scene ambientate nello speciale natalizio a Buckingham Palace della quarta stagione sono state girate a Lancaster House, utilizzata anche per la serie TV The Crown.
All'Hotel Ritz di Londra sono state girate alcune scene della sesta stagione.

## Media

### Downton Abbey - Behind the Drama
Un documentario di un'ora trasmesso nel Regno Unito il 21 dicembre 2011 in attesa dello speciale natalizio della seconda stagione, Behind the Drama presenta alcune riprese del dietro le quinte e interviste con Julian Fellowes, Elizabeth McGovern, Joanne Froggatt, Brendan Coyle, Dan Stevens, Michelle Dockery, Jessica Brown Findlay, Laura Carmichael, Penelope Wilton, Phyllis Logan, Thomas Howes, Leslie Nicol, Sophie McShera, Allen Leech, e altri membri della produzione. È narrato da Hugh Bonneville.

### I film
Downton Abbey, distribuito in Italia anche come Downton Abbey - Il film, è un film del 2019 diretto da Michael Engler. La pellicola è ambientata nel 1927. Nel 2020 è stato annunciato il sequel del film, la cui data di uscita era stata prima fissata a Natale del 2021 ma poi, causa ritardi nella produzione legati alla pandemia di COVID-19, la data è stata spostata al 18 marzo 2022, per poi essere ulteriormente spostata al 20 maggio 2022 per le sale statunitensi. In Italia è uscito il col titolo Downton Abbey II - Una nuova era.

### Edizioni in Blu-ray e DVD
| Titolo                     | Date di uscita          | Date di uscita             | Date di uscita                | Date di uscita   |
| Titolo                     | Regione 2 (Regno Unito) | Regione 1                  | Regione 2 (Italia) (solo DVD) | Regione 4        |
| -------------------------- | ----------------------- | -------------------------- | ----------------------------- | ---------------- |
| Prima stagione completa    | 8 novembre 2010         | 11 gennaio 2011            | 12 dicembre 2012              | 22 giugno 2011   |
| Seconda stagione completa  | 7 novembre 2011         | 7 febbraio 2012            | 17 luglio 2013                | 7 dicembre 2011  |
| Natale a Downton Abbey     | 26 dicembre 2011        | 7 febbraio 2012 (con s. 2) | 17 luglio 2013 (con s. 2)     | 9 febbraio 2012  |
| Terza stagione completa    | 5 novembre 2012         | 29 gennaio 2013            | 3 dicembre 2014               | 7 dicembre 2012  |
| Un viaggio nelle Highlands | 26 dicembre 2012        | 29 gennaio 2013 (con s. 3) | 3 dicembre 2014 (con s. 3)    | 31 gennaio 2013  |
| Quarta stagione completa   | 11 novembre 2013        | 28 gennaio 2014            | 21 ottobre 2015               | 11 dicembre 2013 |
| La stagione Londinese      | 26 dicembre 2013        | 28 gennaio 2014 (con s. 4) | 21 ottobre 2015 (con s. 4)    | 5 febbraio 2014  |
| Quinta stagione completa   | 17 novembre 2014        | 27 gennaio 2015            | 26 ottobre 2016               | 10 dicembre 2014 |
| Una vacanza in brughiera   | 26 dicembre 2014        | 27 gennaio 2015 (con s. 5) | 26 ottobre 2016 (con s. 5)    | 6 febbraio 2015  |
| Sesta stagione completa    | 16 novembre 2015        | 26 gennaio 2016            | 6 dicembre 2016               | 4 dicembre 2015  |
| Il finale                  | 26 dicembre 2015        | 26 gennaio 2016 (con s. 6) | 6 dicembre 2016 (con s. 6)    | 15 gennaio 2016  |

Il 16 settembre 2011 Amazon comunica che il cofanetto dei DVD della prima stagione di Downton Abbey è diventato il più venduto di sempre sul sito di acquisti online, superando popolari programmi americani come I Soprano, Friends e The Wire.

### Musica
Il 13 dicembre 2011 Decca Records ha pubblicato la colonna sonora, dal titolo Downton Abbey, contenente diciannove tracce. La musica è di John Lunn e Don Black, mentre Mary-Jess Leaverland canta Did I Make The Most of Loving You e Alfie Boe If You Were the Only Girl in the World e Roses of Picardy. Le altre tracce sono eseguite dalla Chamber Orchestra of London.
Il 19 novembre 2012 è uscito un secondo album dal titolo Downton Abbey - The Essential Collection. Oltre ad alcune tracce dell'album precedente, il CD contiene in particolare la nuova canzone I'll Count The Days, eseguita da Rebecca Ferguson con testo di Don Black, e le cover delle canzoni With or Without You e Every Breath You Take, eseguite dal coro belga Scala & Kolacny Brothers, per un totale di ventitré tracce.

### Libri
Il 15 settembre 2011 HarperCollins ha pubblicato The World of Downton Abbey - The Secrets and History Unlocked, un libro sul dietro le quinte delle prime due stagioni, scritto da Jessica Fellowes. Il libro è stato pubblicato in Italia dalla Rizzoli il 28 novembre 2012 con il titolo Il mondo di Downton Abbey - Dietro le quinte della serie TV.
Un secondo libro, The Chronicles of Downton Abbey - A New Era, scritto da Jessica Fellowes e Matthew Sturgis e sempre edito dalla HarperCollins, è stato pubblicato il 13 settembre 2012. È una guida alla terza stagione e al periodo storico nel quale è ambientata.
Nel 2015 Jessica Fellowes pubblica The Wit and Wisdom of Downton Abbey dove ha raccolto le sue citazioni preferite.

## Accoglienza

### Critica

#### Stagione 1
La prima stagione ha ricevuto recensioni positive dalla critica. Rotten Tomatoes riporta l'80% delle recensioni professionali positive basato su 5 critiche. Il consenso critico del sito web indica: «Downton Abbey supera la sua trama da soap con dialoghi arguti, ambienti e costumi sfarzosi e un cast eccezionale.» Metacritic, invece, ha assegnato un punteggio di 91 su 100 basato su 16 recensioni, indicando "plauso universale".

#### Stagione 2
La seconda stagione è stata acclamata dalla critica. Rotten Tomatoes riporta il 100% delle recensioni professionali positive basato su 28 critiche. Il consenso critico del sito web indica: «Con il suo ottimo cast e i magnifici ornamenti d'epoca, Downton Abbey continua a tessere un incantesimo ammaliante e seducente.» Metacritic, invece, ha assegnato un punteggio di 85 su 100 basato su 26 recensioni, indicando "plauso universale".

#### Stagione 3
La terza stagione è stata acclamata dalla critica. Rotten Tomatoes riporta l'80% delle recensioni professionali positive basato su 5 critiche. Il consenso critico del sito web indica: «Nella sua terza stagione Downton Abbey rimane uno sguardo appassionante e affascinante all'Inghilterra degli anni '20, sebbene il suo intreccio melodrammatico vira occasionalmente in territorio meno soddisfacente.» Metacritic, invece, ha assegnato un punteggio di 83 su 100 basato su 27 recensioni, indicando "plauso universale".

#### Stagione 4
Metacritic ha assegnato un punteggio di 72 su 100 basato su 29 recensioni, indicando "recensioni generalmente favorevoli".

#### Stagione 5
Metacritic ha assegnato un punteggio di 75 su 100 basato su 22 recensioni, indicando "recensioni generalmente favorevoli".

#### Stagione 6
La sesta stagione ha ricevuto recensioni positive dalla critica. Rotten Tomatoes riporta il 91% delle recensioni professionali positive basato su 159 critiche. Il consenso critico del sito web indica: «Personaggi melodrammatici e la classe operaia lottano per continuare a mantenere Downton Abbey coinvolgente mentre questa celebre serie si avvicina al suo gran finale.» Metacritic, invece, ha assegnato un punteggio di 76 su 100 basato su 21 recensioni, indicando "recensioni generalmente favorevoli".

## Riconoscimenti
- 2010 - BAFTA Craft
  - Vinto - Best Fiction Director a Brian Percival
  - Vinto - Sound Award a Nigel Heath, Alex Sawyer, Adam Armitage e Mark Holding
  - Vinto - Tape & Film Editing Award a John Wilson
  - Vinto - Photography Award a David Katznelson
  - Vinto - Production Design Award a Donal Woods
- 2011 - Broadcasting Press Guild
  - Vinto - Best Drama Series
  - Nomination - Best Actor a Hugh Bonneville
  - Nomination - Best Actress a Elizabeth McGovern
  - Nomination - Best Actress a Maggie Smith
  - Vinto - Best Writer a Julian Fellowes
- 2011 - British Academy Television Awards
  - Nomination - Lead Actress a Elizabeth McGovern
  - Nomination - Supporting Actor a Brendan Coyle
  - Nomination - YouTube Audience Award
- 2011 - Monte-Carlo Television Festival
  - Nomination - Outstanding Actor a Hugh Bonneville
  - Nomination - Outstanding Actress a Elizabeth McGovern
  - Nomination - Outstanding Actress a Michelle Dockery
  - Nomination - Outstanding Actress a Maggie Smith
  - Nomination - Best International Producer a Gareth Neame
  - Nomination - Best European Producer a Gareth Neame
- 2011 - RTS Awards
  - Nomination - Best Drama Series
  - Vinto - Photography Award a David Katznelson
  - Nomination - Original Title Music Award a John Lunn
- 2011 - TRIC Awards
  - Vinto - TV Drama Programme of the Year
- 2011 - TCA Awards
  - Nomination - Outstanding Achievement in Movies, Mini-Series and Specials
- 2011 - Premio Emmy
  - Vinto - Outstanding Miniseries or Movie
  - Nomination - Outstanding Lead Actress In a Miniseries or a Movie a Elizabeth McGovern
  - Vinto - Outstanding Supporting Actress In a Miniseries or a Movie a Maggie Smith
  - Vinto - Outstanding Directing for a Miniseries, Movie or a Dramatic Special a Brian Percival
  - Vinto - Outstanding Writing for a Miniseries, Movie or a Dramatic Special a Julian Fellowes
  - Nomination - Outstanding Casting for a Miniseries, Movie or a Special a Jill Trevellick
  - Vinto - Outstanding Cinematography for a Miniseries or Movie a David Katznelson
  - Nomination - Outstanding Art Direction for a Miniseries or Movie a Donal Woods, Charmian Adams e Gina Cromwell
  - Nomination - Outstanding Single-Camera Picture Editing for a Miniseries or a Movie a John Wilson
  - Vinto - Outstanding Costumes for a Miniseries, Movie or a Special a Susannah Buxton e Caroline McCal
  - Nomination - Outstanding Sound Editing for a Miniseries, Movie or a Special a Adam Armitage e Alex Sawyer
- 2011 - TV Choice Awards
  - Nomination - Best New Drama
- 2011 - American Cinema Editors
  - Nomination - Best Edited Miniseries a John Wilson
- 2011 - Biarritz International Festival of Audiovisual Programming
  - Nomination - TV Series or Serial
- 2012 - Screen Actors Guild Award
  - Nomination - Outstanding Performance by a Female Actor in a Television Movie or Miniseries a Maggie Smith
- 2012 - Golden Globe
  - Vinto - Best Mini-Series Or Motion Picture Made for Television
  - Nomination - Best Actor – Miniseries or Television Film a Hugh Bonneville
  - Nomination - Best Actress – Miniseries or Television Film a Elizabeth McGovern
  - Nomination - Best Supporting Actress – Series, Miniseries or Television Film a Maggie Smith
- 2012 - Satellite Award
  - Nomination - Best Miniseries or Television Film
  - Nomination - Best Actor in a Miniseries or a Motion Picture Made for Television a Hugh Bonneville
  - Nomination - Best Actress in a Miniseries or a Motion Picture Made for Television a Elizabeth McGovern
  - Nomination - Best Actress in a Supporting Role in a Series, Mini-Series or Motion Picture Made for Television a Maggie Smith
- 2012 - Producers Guild of America Awards
  - Vinto - Long-Form Television
- 2012 - American Society of Cinematographers
  - Nomination - One-Hour Episodic/Pilot Television a David Katznelson
- 2012 - Broadcast Award
  - Vinto - Best Drama Series or Serial
- 2012 - Costume Designers Guild Awards
  - Vinto - Outstanding Made for TV Movie or Mini a Susannah Buxton
- 2012 - Shanghai TV Festival
  - Vinto - Best Foreign TV Series
- 2012 - Televisual Bulldog Awards
  - Vinto - Best Drama
- 2012 - Virgin Media TV Awards
  - Vinto - Best Drama
- 2012 - Premio Basauri
  - Vinto - Premio Basauri a la Excelencia en las Artes Escénicas a Brendan Coyle
- 2012 - Elle Style Awards
  - Vinto - Best TV Show
- 2012 - TRIC Awards
  - Vinto - Drama Programme of the Year
- 2012 - TCA Awards
  - Nomination - Programme of the Year
  - Vinto - Outstanding Achievement in Movies, Miniseries and Specials
- 2012 - Critics' Choice Television Award
  - Nomination - Best Drama Series
  - Nomination - Best Actress in a Drama Series a Michelle Dockery
- 2012 - Irish Film and Television Awards
  - Nomination - Best Supporting Actor in TV Drama a Brendan Coyle
- 2012 - Premio Emmy
  - Nomination - Outstanding Drama Series
  - Nomination - Outstanding Art Direction for Single Camera Series
  - Nomination - Outstanding Costumes for Series
  - Vinto - Outstanding Music Composition for Series
  - Vinto - Outstanding Hairstyling for Single Camera Series
  - Nomination - Outstanding Casting for Drama
  - Nomination - Outstanding Single Camera Picture Editing for Drama
  - Nomination - Outstanding Sound Mixing for Comedy or Drama
  - Nomination - Outstanding Lead Actor in a Drama Series a Hugh Bonneville
  - Nomination - Outstanding Lead Actress in a Drama Series a Michelle Dockery
  - Nomination - Outstanding Supporting Actor in a Drama Series a Jim Carter
  - Nomination - Outstanding Supporting Actor in a Drama Series a Brendan Coyle
  - Nomination - Outstanding Supporting Actress in a Drama Series a Joanne Froggatt
  - Vinto - Outstanding Supporting Actress in a Drama Series a Maggie Smith
  - Nomination - Outstanding Writing for a Drama Series a Julian Fellowes
  - Nomination - Outstanding Directing for a Drama Series a Brian Percival
- 2012 - Monte Carlo Awards
  - Nomination - Outstanding Actor a Dan Stevens
  - Nomination - Outstanding Actor a Brendan Coyle
  - Nomination - Outstanding Actress a Michelle Dockery
  - Nomination - Outstanding Actress a Joanne Froggatt
  - Nomination - Outstanding International Producer a Gareth Neame
  - Nomination - Outstanding European Producer a Gareth Neame
- 2012 - Hollywood Post Alliance Awards
  - Vinto - Outstanding Editing - Television a John Wilson
- 2012 - TV Times Readers
  - Vinto - Favourite Drama
- 2013 - Golden Globe
  - Nomination - Best Television Series - Drama
  - Nomination - Best Performance by an Actress in a Television Series - Drama a Michelle Dockery
  - Vinto - Best Performance by an Actress in a Supporting Role in a Series, Mini-Series or Motion Picture Made for Television a Maggie Smith
- 2013 - National Television Awards
  - Vinto - Best Drama
- 2013 - Producers Guild of America Awards
  - Nomination - Norman Felton Award for Outstanding Producer of Episodic Television - Drama a Julian Fellowes, Gareth Neame e Liz Trubridge
- 2013 - Screen Actors Guild Award
  - Vinto - Outstanding Performance by an Ensemble in a Drama Series
  - Nomination - Outstanding Performance by a Female Actor in a Drama Series a Maggie Smith
  - Nomination - Outstanding Performance by a Female Actor in a Drama Series a Michelle Dockery
- 2013 - Broadcast Awards
  - Nomination - International Programme Sales
- 2013 - Art Directors Guild Awards
  - Nomination - One-Hour Single Camera Television Series a Donal Woods
- 2013 - Irish Film and Television Awards
  - Nomination - Actor in a Supporting Role - Television ad Allen Leech
- 2013 - Music and Sound Awards
  - Vinto - Original Composition (Titles & Branding) a John Lunn
  - Nomination - Original Composition (TV Programme)
  - Nomination - Sound Design (TV Programme)
- 2013 - Costume Designers Guild Awards
  - Vinto - Outstanding Period/Fantasy Television Series a Caroline McCall
- 2013 - BAFTA Craft
  - Nomination - Production Design a Donal Woods
- 2013 - Critics' Choice Television Award
  - Nomination - Best Drama Series
- 2013 - Ischia Film Festival
  - Vinto - Premio Plinus
- 2013 - Premio Emmy
  - Nomination - Outstanding Drama Series
  - Nomination - Outstanding Lead Actor in a Drama Series a Hugh Bonneville
  - Nomination - Outstanding Lead Actress in a Drama Series a Michelle Dockery
  - Nomination - Outstanding Supporting Actor in a Drama Series a Jim Carter
  - Nomination - Outstanding Supporting Actress in a Drama Series a Maggie Smith
  - Nomination - Outstanding Writing for a Drama Series a Julian Fellowes (per l'episodio quattro)
  - Nomination - Outstanding Directing for a Drama Series a Jeremy Webb (per l'episodio quattro)
  - Nomination - Outstanding Art Direction for a Single-Camera Series a Donal Woods, Mark Kebby e Gina Cromwell (per l'episodio sette)
  - Nomination - Outstanding Cast for a Drama Series a Jill Trevellick
  - Nomination - Outstanding Costumes for a Series a Caroline McCall e Dulcie Scott
  - Nomination - Outstanding Hairstyle for a Single-Camera Series a Magi Vaughan e Vanya Pell
  - Vinto - Outstanding Music Composition for a Series (Original Dramatic Score) a John Lunn
- 2013 - TV Choice Awards
  - Nomination - Best Drama Series
  - Nomination - Best Actor a Brendan Coyle
- 2013 - Huading Awards
  - Vinto - Best Global Actress in a Drama Series a Michelle Dockery
  - Nomination - Best Global Actor in a Drama Series a Dan Stevens
- 2013 - Gold Panda Awards
  - Nomination - Best TV Series
  - Nomination - Best Director in a TV Series a Brian Percival
  - Vinto - Best Photography in a TV Series a Nigel Willoughby
  - Vinto - Gold Panda
- 2013 - Screen Actors Guild Awards
  - Nomination - Outstanding Performance by an Ensemble in a Drama Series
  - Vinto - Outstanding Performance by a Female Actor in a Drama Series a Maggie Smith
- 2014 - Premio Emmy
  - Nomination - Outstanding Lead Actress in a Drama Series a Michelle Dockery
  - Nomination - Outstanding Supporting Actor in a Drama Series a Jim Carter
  - Nomination - Outstanding Supporting Actress in a Drama Series a Joanne Froggatt
  - Nomination - Outstanding Supporting Actress in a Drama Series a Maggie Smith
  - Nomination - Outstanding Directing for a Drama Series a David Evans
  - Nomination - Outstanding Guest Actor in a Drama Series a Paul Giamatti
  - Nomination - Outstanding Art Direction for a Period Series, Miniseries, or Movie (Single-Camera)
  - Nomination - Outstanding Costumes for a Series
  - Vinto - Outstanding Hairstyling for a Single-Camera Series
  - Nomination - Outstanding Music Composition for a Series (Original Dramatic Score) a John Lunn
  - Nomination - Outstanding Sound Mixing for a Comedy or Drama Series (One Hour)
- 2014 - Screen Actors Guild Awards
  - Vinto - Outstanding Performance by an Ensemble in a Drama Series
  - Nomination - Outstanding performance by a Female Actor in a Drama Series a Maggie Smith
- 2014 - Golden Globe
  - Nomination - Best Series
  - Vinto - Best Supporting Actress in a Series, Miniseries, or Television Film a Joanne Froggatt
- 2015 – National Television Awards
  - Vinto – Best Drama
- 2015 - Premio Emmy
  - Nomination - Outstanding Drama Series
  - Nomination - Outstanding Supporting Actor in a Drama Series a Jim Carter
  - Nomination - Outstanding Supporting Actress in a Drama Series a Joanne Froggatt
  - Nomination - Outstanding Production Design For A Narrative Period Program (One Hour Or More) per l'episodio 5x09
  - Nomination - Outstanding Casting for a Drama Series
  - Nomination - Outstanding Costumes For A Period/Fantasy Series, Limited Series Or Movie per l'episodio 5x09
  - Vinto - Outstanding Hairstyling for a Single-Camera Series per l'episodio 5x06
  - Nomination - Outstanding Sound Mixing for a Comedy or Drama Series (One Hour) per l'episodio 5x09
- 2015 - Screen Actors Guild Awards
  - Vinto - Outstanding Performance by an Ensemble in a Drama Series
  - Nomination - Outstanding performance by a Female Actor in a Drama Series a Maggie Smith
- 2015 – People's Choice Awards'
  - Nomination – Favorite Network TV Drama
- 2015 – National Television Awards
  - Vinto – Best Drama
- 2015 – British Academy of Film and Television Arts
  - Vinto – BAFTA Special Award
- 2015 - Golden Globe
  - Nomination - Best Supporting Actress in a Series, Miniseries, or Television Film a Joanne Froggatt
- 2015 - National Television Awards
  - Vinto – Best Drama
- 2016 - Primetime Emmy Awards
  - Vinto - Outstanding Hairstyling for a Single-Camera Series a Nic Collins e Adele Firth
  - Vinto - Outstanding Production Design for a Narrative Period Program (One Hour or More) a Donal Woods, Mark Kebby e Linda Wilson
  - Vinto - Outstanding Supporting Actress in a Drama Series a Maggie Smith

## Distribuzioni internazionali

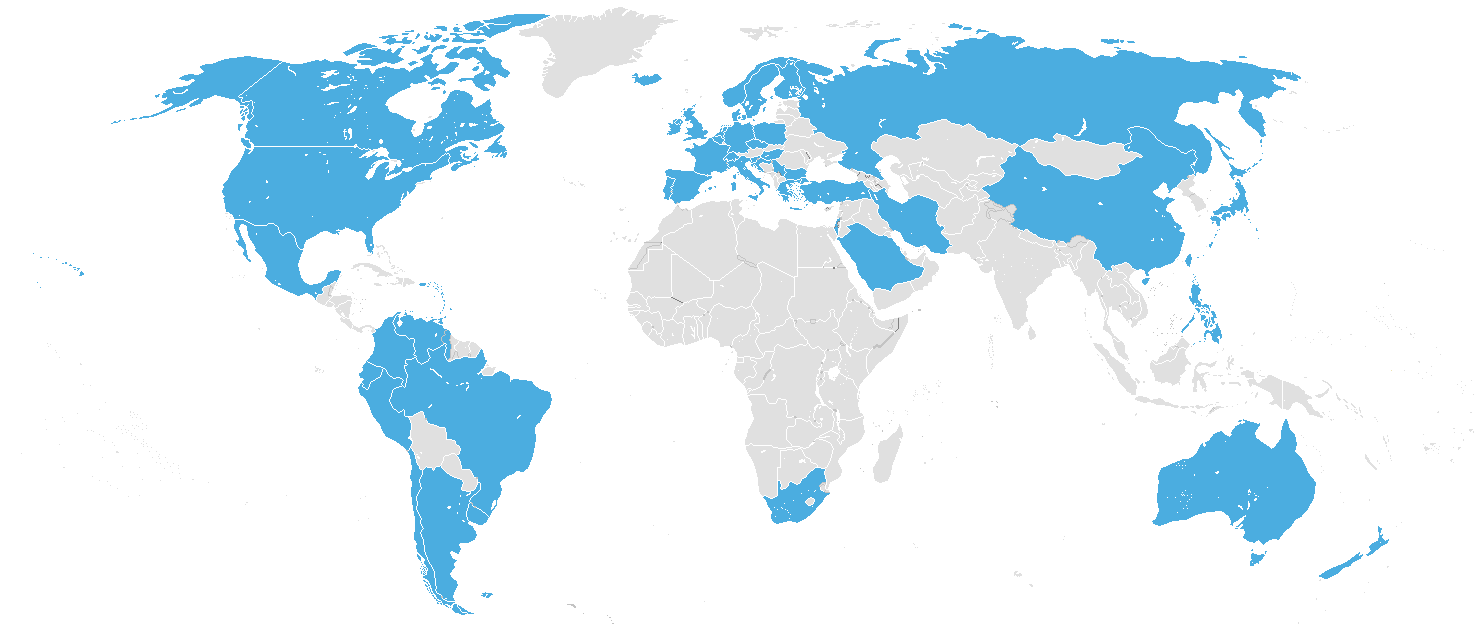
La diffusione di Downton Abbey nel mondo: in azzurro i paesi che trasmettono la serie

A novembre 2013, Downton Abbey risulta venduta a più di duecentoventi paesi in tutto il mondo.
| Paese                 | Prima TV          | Canale                         |
| --------------------- | ----------------- | ------------------------------ |
| Regno Unito           | 26 settembre 2010 | ITV                            |
| Norvegia              | 2 gennaio 2011    | NRK                            |
| Stati Uniti d'America | 9 gennaio 2011    | PBS                            |
| Irlanda               | 9 gennaio 2011    | TV3                            |
| Svezia                | 12 febbraio 2011  | SVT                            |
| Danimarca             | 12 marzo 2011     | Danmarks Radio                 |
| Spagna                | 15 marzo 2011     | Antena 3                       |
| Belgio                | 26 marzo 2011     | Eén                            |
| Polonia               | 16 aprile 2011    | TVN Style                      |
| Nuova Zelanda         | 10 maggio 2011    | Prime                          |
| Australia             | 29 maggio 2011    | Seven Network                  |
| Paesi Bassi           | 25 giugno 2011    | Nederland 2                    |
| Israele               | 1º luglio 2011    | Channel 1                      |
| Germania              | 20 luglio 2011    | Sky Deutschland                |
| Finlandia             | 30 agosto 2011    | Yleisradio                     |
| Argentina             | 1º settembre 2011 | Film&Arts                      |
| Canada                | 7 settembre 2011  | VisionTV                       |
| Portogallo            | 10 ottobre 2011   | Fox Life                       |
| Giappone              | 18 ottobre 2011   | Star Channel 3                 |
| Francia               | 10 dicembre 2011  | TMC                            |
| Italia                | 11 dicembre 2011  | Rete 4 e La 5                  |
| Taiwan                | 19 dicembre 2011  | PTS                            |
| Repubblica Ceca       | 4 gennaio 2012    | ČT1                            |
| Hong Kong             | 5 gennaio 2012    | TVB Pearl                      |
| Croazia               | 5 febbraio 2012   | Radio televisione croata       |
| Sudafrica             | 19 febbraio 2012  | BBC South Africa               |
| Cile                  | 14 aprile 2012    | Televisión Nacional de Chile   |
| Brasile               | 19 maggio 2012    | GNT                            |
| Svizzera tedesca      | 6 luglio 2012     | SF1                            |
| Grecia                | 15 ottobre 2012   | NET                            |
| Messico               | 29 novembre 2012  | Once TV México                 |
| Russia                | 7 gennaio 2013    | Domashniy                      |
| Ungheria              | 10 febbraio 2013  | Story4                         |
| Porto Rico            | 23 febbraio 2013  | Sistema TV                     |
| Turchia               | 5 aprile 2013     | Sinema TV                      |
| Cina                  | 23 aprile 2013    | CCTV-8                         |
| Lettonia              | 2 giugno 2013     | Latvijas Neatkarīgā Televīzija |
| Slovenia              | 10 giugno 2013    | POP TV                         |
| Iran                  | 22 luglio 2013    | Manoto 1                       |
| Arabia Saudita        | 6 settembre 2013  | MBC 1                          |
| Serbia                | 8 settembre 2013  | iQS.Life                       |
| Bulgaria              | 17 dicembre 2013  | Nova TV                        |
| Filippine             |                   | Velvet Channel                 |
| Islanda               |                   |                                |

## Sequel
Il 13 luglio 2018 è stato confermato un lungometraggio con la produzione iniziata nell'estate 2018. Il film, scritto da Julian Fellowes e diretta da Brian Percival è un sequel della serie TV. La distribuzione è a cura di Focus Features e Universal Pictures. Il film è stato distribuito nel Regno Unito il 13 settembre 2019, mentre negli Stati Uniti il 20 settembre seguente. Le riprese del secondo film sono iniziate nell'aprile 2021 mentre nelle sale è arrivato il 29 aprile 2022 nel Regno Unito e negli Stati Uniti il 20 maggio seguente.
Il 13 maggio 2024 Focus Films ha annunciato che un terzo film è in produzione, con Paul Giamatti, Joely Richardson, Alessandro Nivola, Simon Russell Beale e Arty Froushan che si uniscono al cast. Il 26 giugno 2024 è stato svelato che la pellicola sarà distribuita il 12 settembre 2025.